# Mikola Kugutjak
Mikola Vasiljovič Kugutjak (ukrajinski: Микола Васильович Кугутяк; Nazaviziv, 27. listopada 1952.) ukrajinski je povjesničar i arheolog.

## Životopis
Od 1976. do 1981. studirao je na Povijesnom fakultetu Sveučilišta Ivano-Frankivsk.
Diplomski rad obranio je 28. lipnja 1985. na temu "Položaj i revolucionarnooslobodilačka borba poljoprivrednih radnika Zapadne Ukrajine 1929. – 1939."
Doktorska disertacija "Nacionalno-politički pokret u Galiciji 1890. – 1939." obranio 6. veljače 1996. 
1996. stekao je akademsko zvanje profesora.
Bio je dekan Povijesnog fakulteta Prikarpatskog sveučilišta od 1993. do 2023.

### Poznate knjige
- Kugutjak M., Kamena svetišta ukrajinskih Karpata. Zagreb, 2018. 174 s.

### Nagrade
- Ukrajina – Orden "Za zaslugi", 2017.[2]
- Ukrajina – Zaslužni djelatnik znanosti i tehnologije, 2007.